# Basananthe triloba
Basananthe triloba är en passionsblomsväxtart som först beskrevs av Harry Bolus, och fick sitt nu gällande namn av De Wilde. Basananthe triloba ingår i släktet Basananthe och familjen passionsblomsväxter. Inga underarter finns listade i Catalogue of Life.